# Trowunna Wildlife Park

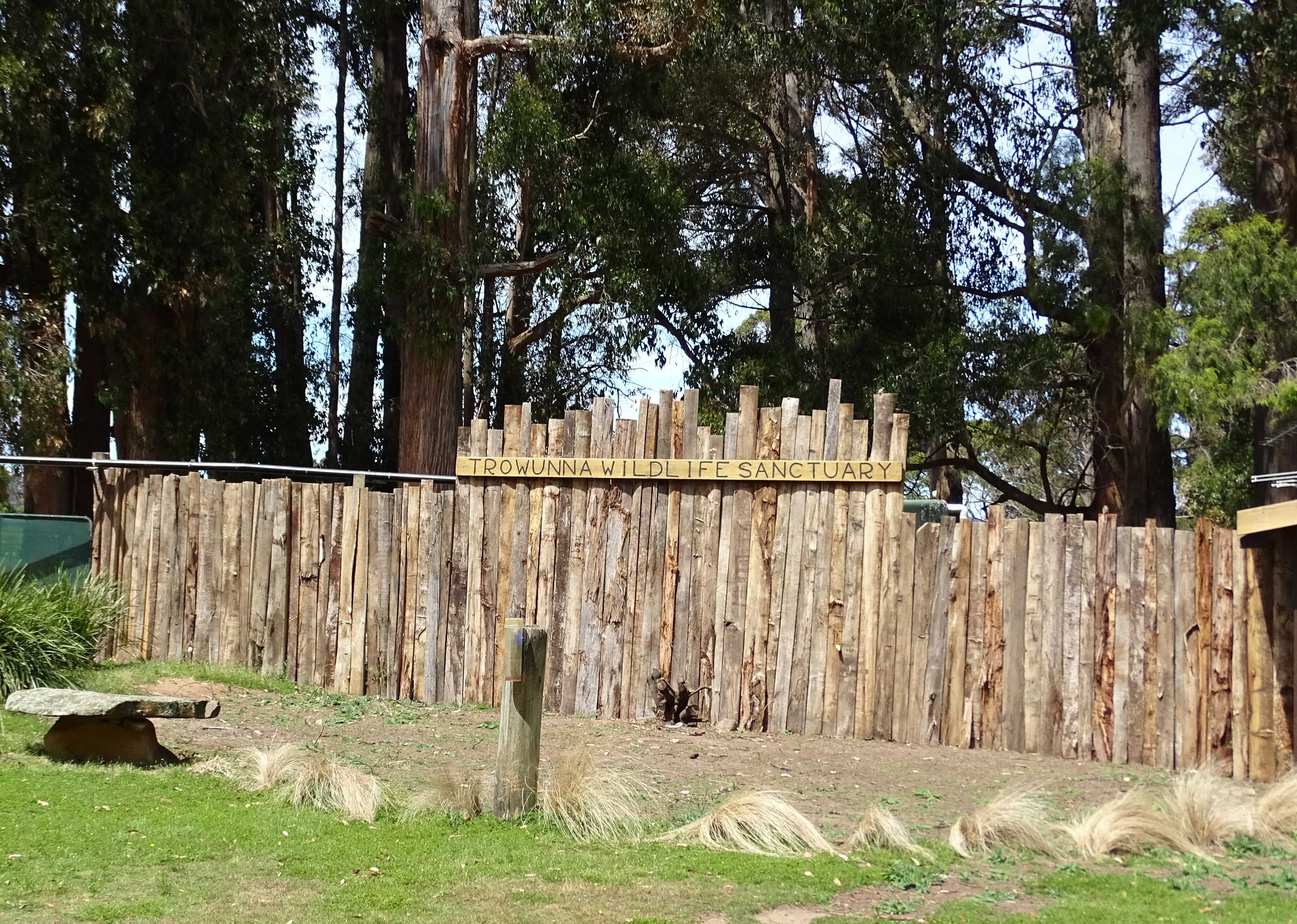
Trowunna Wildlife Park zvenčí

Trowunna Wildlife Park, nazývaný také Trowunna Wildlife Sanctuary (nebo krátce Trowunna), je přírodní park na severu australského státu Tasmánie, západně od města Launceston a jen pár kilometrů od komunity Mole Creek. Je v soukromém vlastnictví, existuje od roku 1979 a zajímá rozlohu přes 26 hektarů. Park je známý pro svůj chov ohroženého ďábla medvědovitého, také známého jako tasmánský ďábel (resp. čert) (Sarcophilus harrisii).

## Činnost a záchranné programy
V přírodním parku Trowunna žije velký výběr vačnatců, ptáků a plazů; hlavním cílem je ochrana těchto volně žijících zvířat a tasmánské flóry a fauny obecně. V parku jsou hlavně endemické původní druhy.

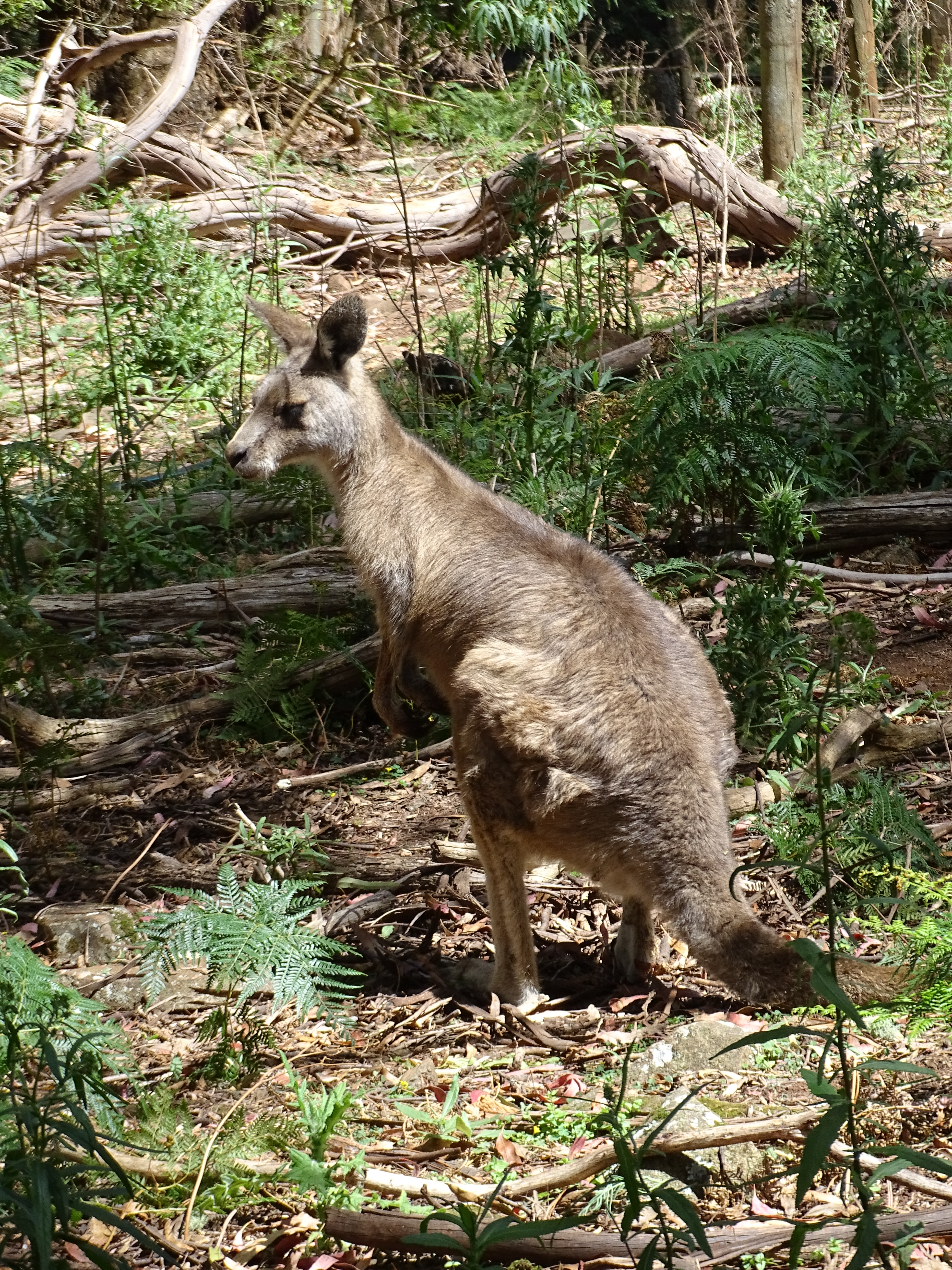
Klokan obrovský
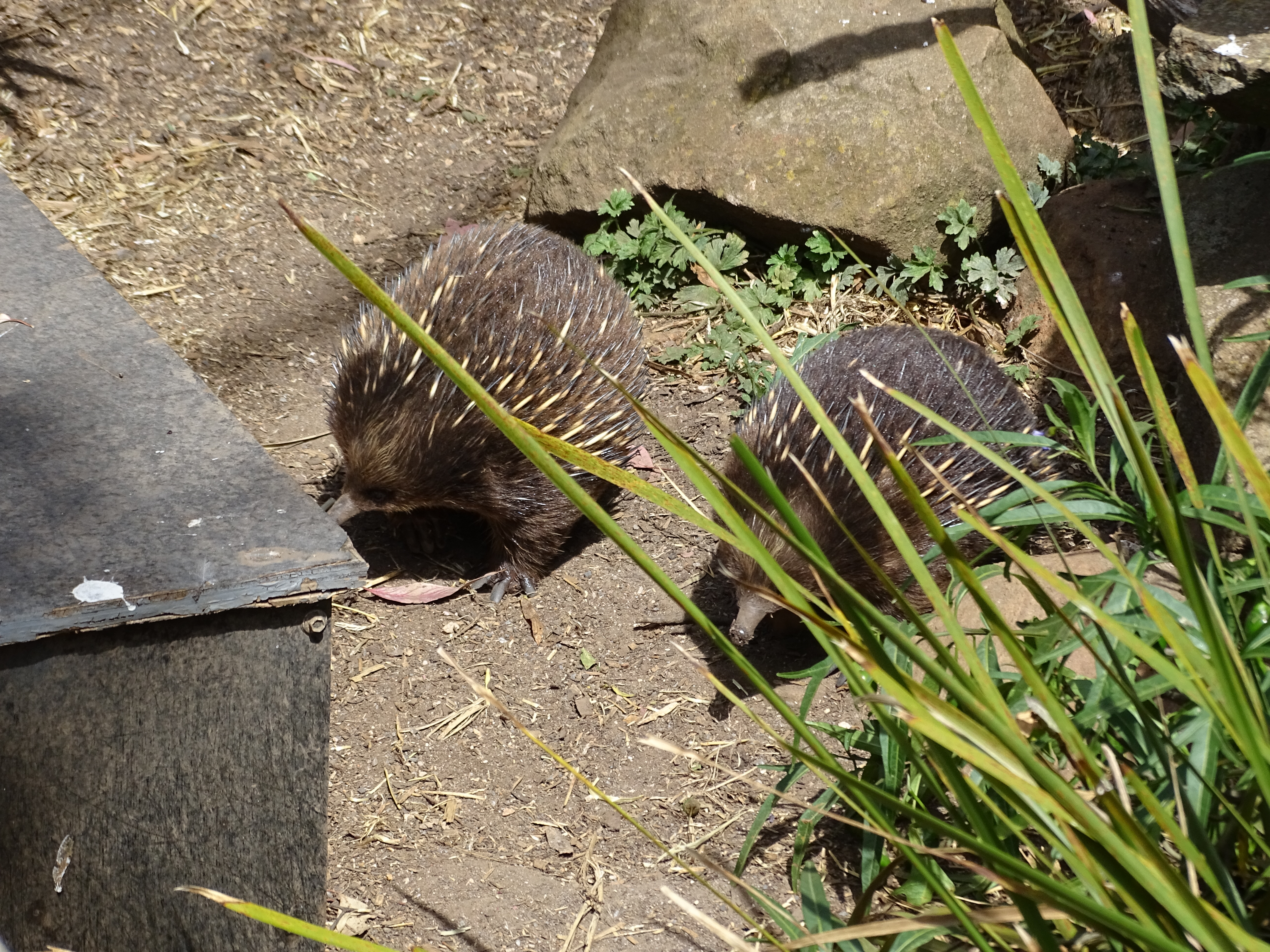
Ježura australská
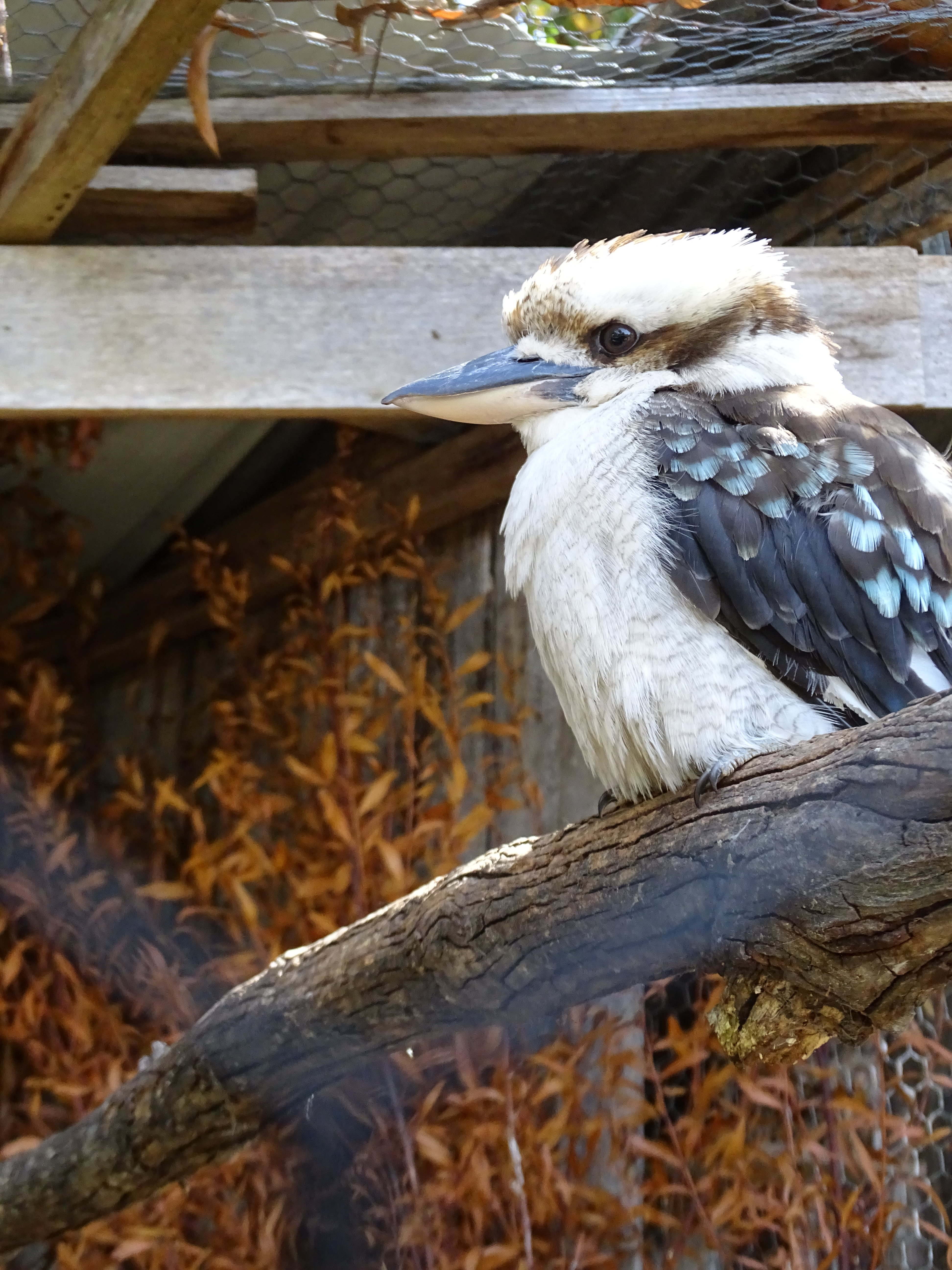
Ledňák obrovský (Kookaburra)
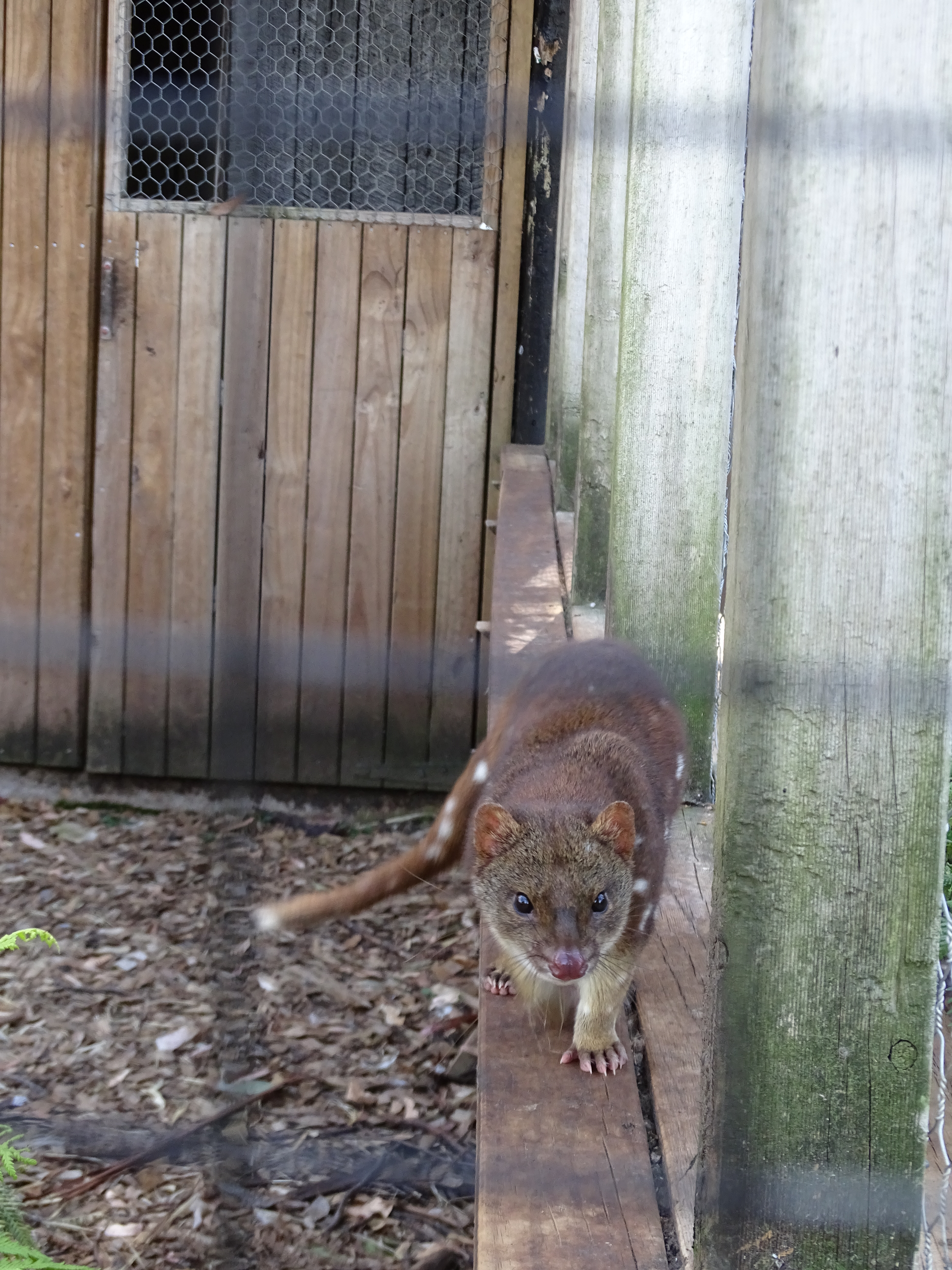
Kunovec tečkovaný
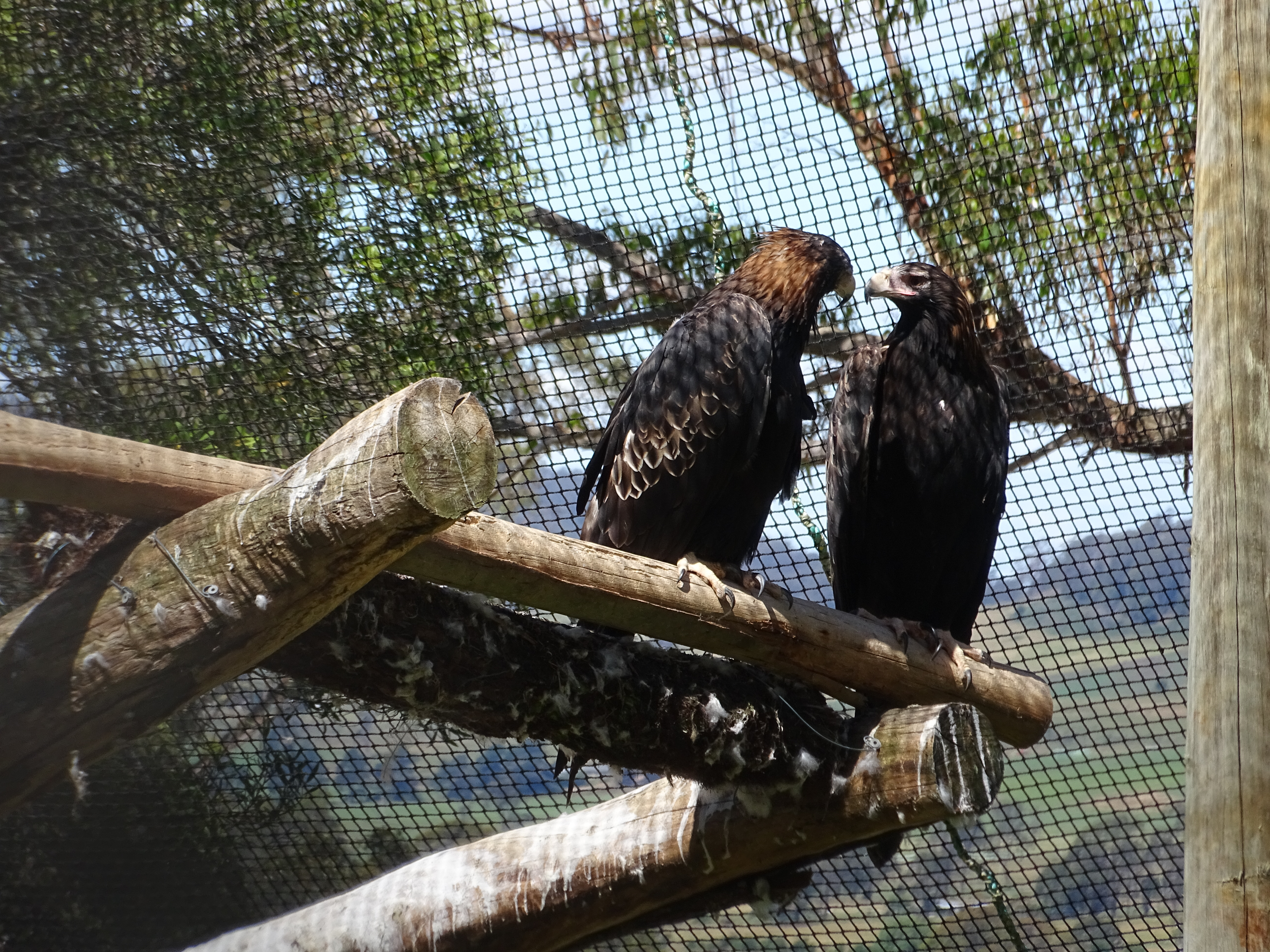
Orel klínoocasý
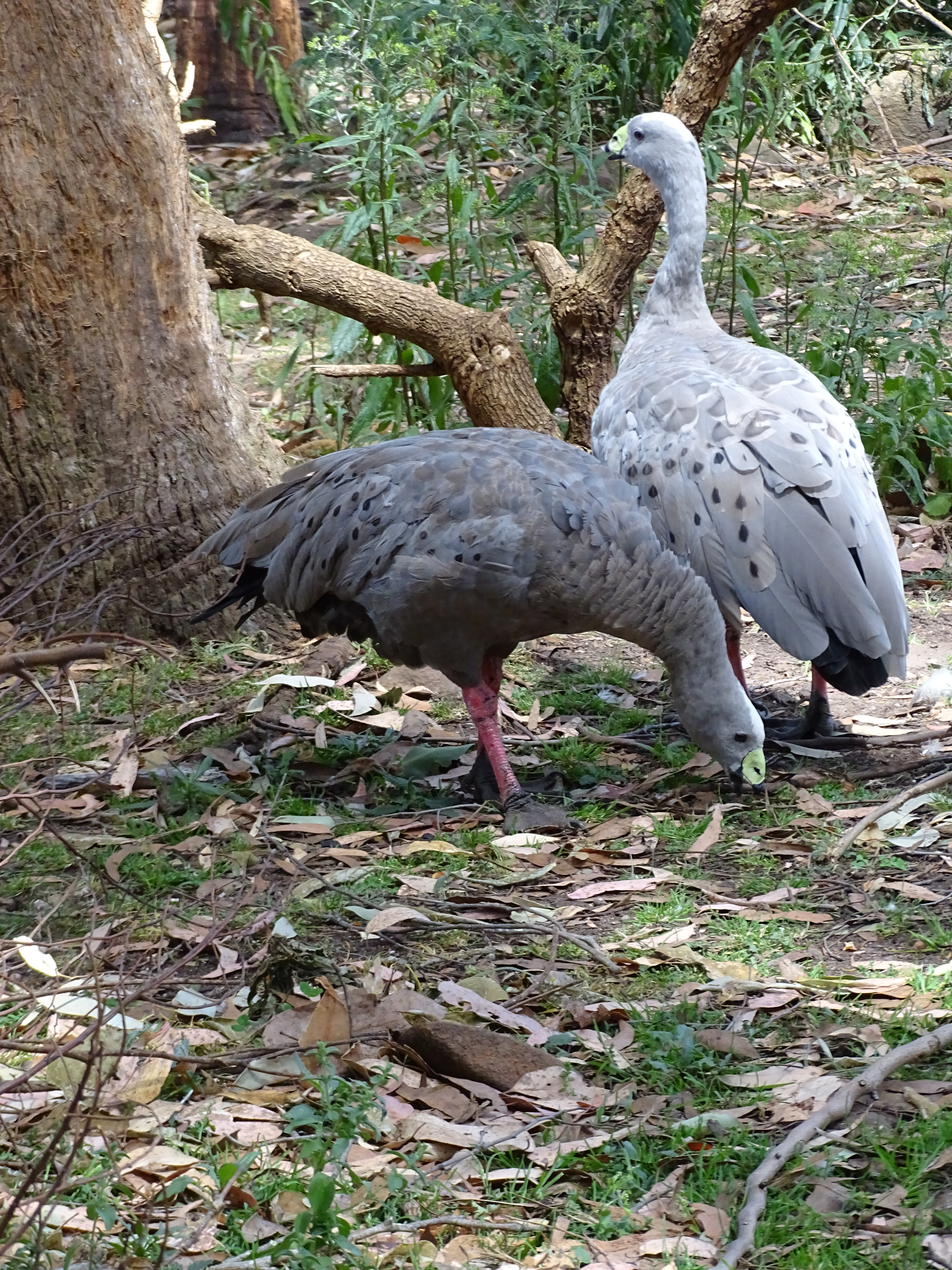
Husa kuří

V parku je chováno kolem 40 druhů zvěře, mimo jiné: kunovec velký (Dasyurus maculatus), kunovec tečkovaný (Dasyurus viverrinus), vombat obecný (Vombatus ursinus), klokan rudokrký (Macropus rufogriseus), possumovití (Pseudocheiridae),  bandikut Gunnův (Perameles gunnii), ježura australská (Tachyglossus aculeatus), klokan obrovský (Macropus giganteus), pakobra páskovaná (Notechis scutatus), husa kuří (Cereopsis novaehollandiae), orel klínoocasý (Aquila audax), ledňák obrovský (Dacelo novaeguineae) atd. Mnoho z těchto druhů se stalo vzácnými nebo jsou dokonce považovány za ohrožené. Pro většinu z nich  byly připraveny programy na jejich ochranu a šlechtění, a pokud jsou prognózy pozitivní, budou připraveny k opatrnému vysazení do volné přírody.

### Záchranný program pro ďábla medvědovitého (tasmánského čerta)

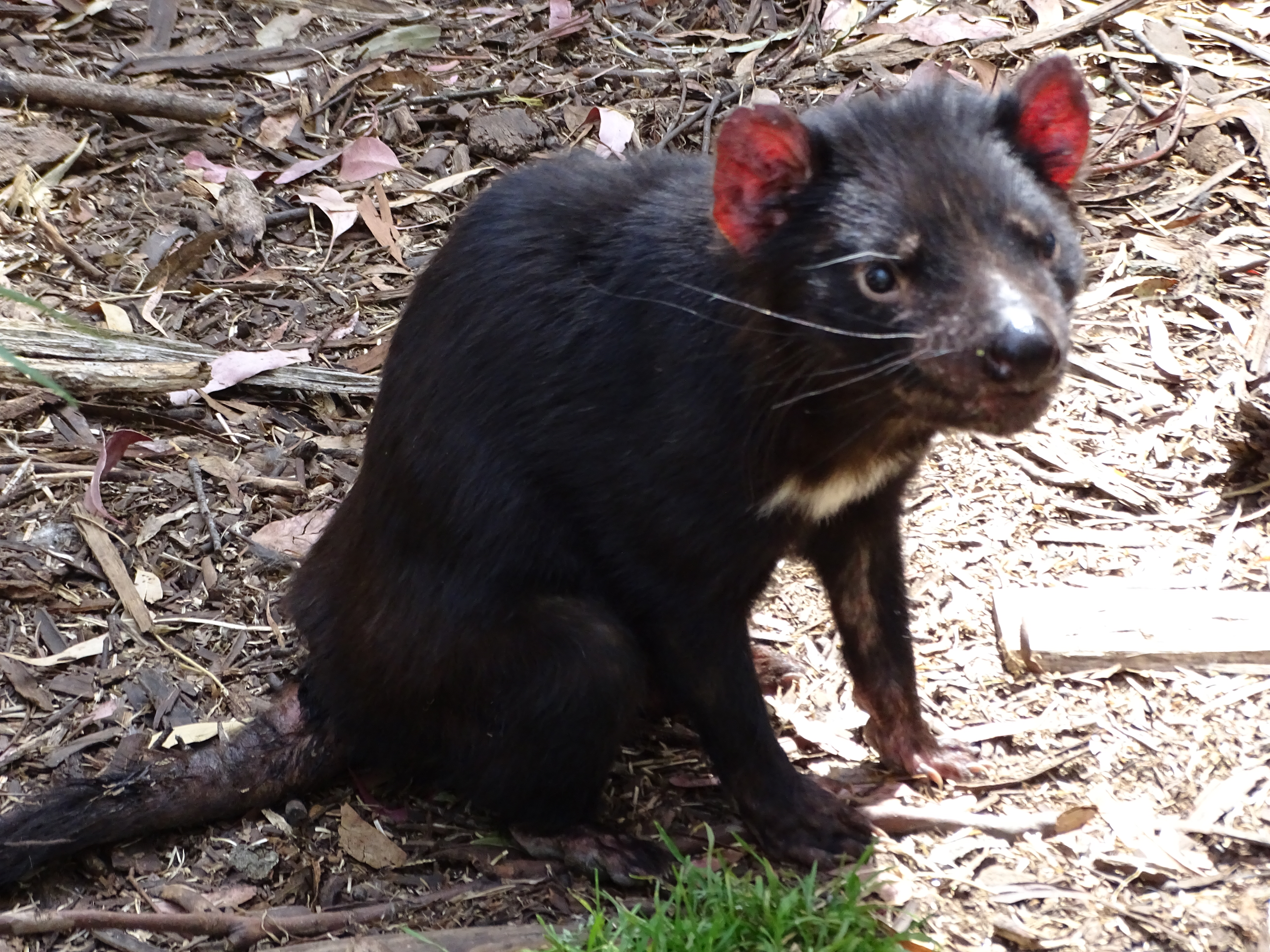
Ďábel medvědovitý

Těžištěm práce je ochrana ďábla medvědovitého (Sarcophilus harrisii). Byl téměř vyhuben a stojí pod ochranou od roku 1941, od konce 20. století je pak navíc vážně ohrožen nemocí Devil Facial Tumor Disease (DFTD) a ve volné přírodě zdecimován.
V roce 2005 australská vláda spolu s tasmánskou vládou vyhlásila program Save the Tasmanian Devil Program (STDP). 
Díky tomuto programu se od roku 2005 populace ďábla medvědovitého, chovaného v zajeti, zvýšila. Koncept byl podrobně rozpracován během workshopu v Hobartu 2008. Podle návrhu skupiny specialistů na chov v zajetí Captive Breeding Specialist Group (CBSG) a sdružení Zoo and Aquarium Association (ZAA) bylo rozhodnuto, že záchranný program, aby byl během příštích let úspěšný, musí mít efektivně více než 500 zdravých jedinců (tohoto počtu bylo dosaženo v květnu 2013), aby  čelil rizikům nových nakažení DFTD by pak ale musel mít 1500 exemplářů.
Trowunna Park zaujímá v tomto programu významné místo a je jedním z nejúspěšnějších zařízení svého druhu. Chovatelský program tasmánského ďábla, který se zde praktikuje od roku 1985, zahrnuje jeho téměř 16 generací. Trowunna je také jediným chovatelským zařízením, který se podílel na všech třech dosavadních akcích vysídlení ďábla medvědovitého do volné přírody: na ostrově Maria, na projektu Peninsula Devil Conservation Project a Wild Devil Recovery v národním parku National Park Narawntapu. Mimo to nabízí chovatelské kurzy  jinou podporu pro zoologické zahrady.

### Záchranný program pro kunovce a jiné druhy

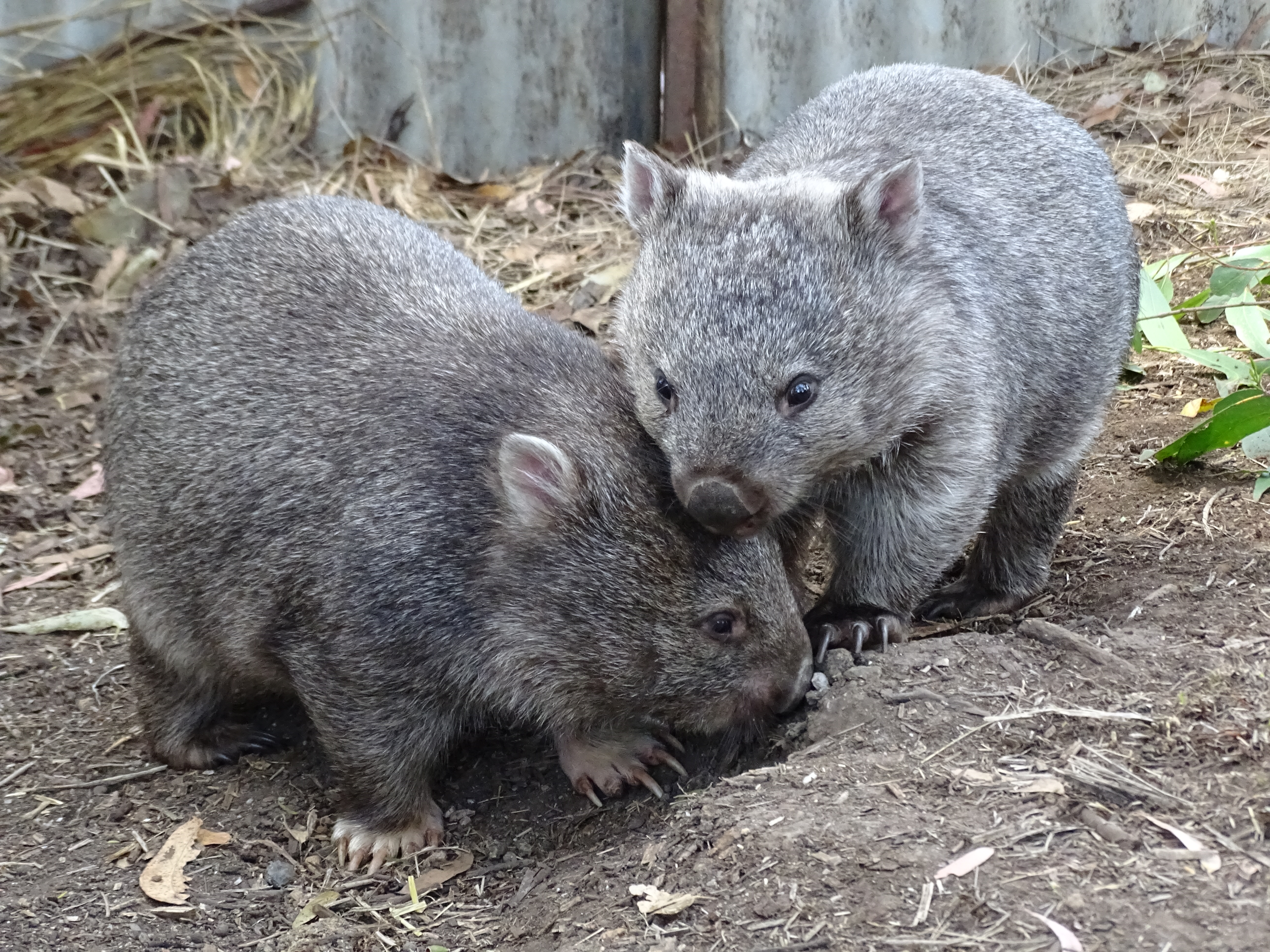
Vombat obecný

Trowunna se stará i o další ohrožené druhy lokální fauny, mimo jiné o dva vysoce ohrožené druhy z čeledě kunovcovitých (Dasyuridae): o kunovce velkého (Dasyurus maculatus) a kunovce tečkovaného (Dasyurus viverrinus). V březnu 2018 bylo přesídleno 40 exemplářů kunovce tečkovaného do národního parku Booderee National Park v jižní Austrálii; exempláře pocházely z parku Trowunna a z nedalekého parku Devils at Cradle Wildlife Park. S přesídlením dalších čé exemplářů se počítá 2019 a stejný počet má být přesídlen 2020.